# Viologène

4,4'-bipyridine

Les viologènes sont des dérivés de la 4,4'-bipyridine.
Cette famille de composés a la caractéristique de varier fortement de couleur (du blanc au bleu très foncé), de manière réversible, lors de réactions successives de réduction et d'oxydation.
En piégeant de tels composés dans des nano-structures d'oxydes métalliques (titane, étain), on fabrique des écrans comparables aux écrans à cristaux liquides qui offrent un très fort contraste et sont, de plus, bistables et donc très économes en énergie. Il est envisagé de les associer à d'autres composés électrochromes comme le PEDOT poly(3,4-éthylènedioxythiophène).
L'utilisation de viologène est expérimentée comme composant "redox" (capteur et accepteur d'électron) dans les assemblages de nanocomposites multicouche.